# Zamazywanie pliku
Zamazywanie pliku – proces nadpisywania pliku, czasami wielokrotnie, mający na celu zagwarantować trwałe usunięcie pliku.

## Zastosowania
Zamazywanie pliku jest ważne w przypadku dbania o poufność bądź bezpieczeństwo. Usunięcie pliku przez użycie standardowej funkcji kasującej systemu operacyjnego nie usuwa całkowicie pliku. Zwykle standardowa funkcja kasująca usuwa plik przez oznaczenie zajmowanego przez niego miejsca jako wolny i uaktualnienie metadanych systemu plików, pozostawiając nietkniętą faktyczną zawartość pliku na fizycznym nośniku danych. Gdy system plików jest nadal wykorzystywany może dojść w końcu do sytuacji w której to miejsce zostanie przypisane innym plikom i nadpisane. Jednakże jeżeli system plików nie był intensywnie używany od czasu usunięcia pliku, istnieje duża szansa na odzyskanie go w całości, bądź częściowo przez narzędzia do odzyskiwania danych.
Niektórzy naukowcy wskazują na teoretyczną możliwość odzyskania danych z nośników magnetycznych, jak twardy dysk, nawet w przypadku gdy dane znajdujące się na nim zostały nadpisane jednokrotnie - dotyczy to jednak starszych dysków (o pojemności 200 MB i mniejszej) w których głowice kierowane są za pomocą silnika krokowego. Mechanizm ten nie jest zbyt dokładny i powoduje, że część danych po nadpisaniu może być możliwa do odczytania poprzez ślady magnetyczne na krawędziach sektorów. Inną możliwością jest obrazowanie domen magnetycznych i obliczanie na podstawie histerezy magnetycznej prawdopodobieństwa wystąpienia danego zapisu przed nadpisaniem. W przypadku takich dysków i dyskietek dopiero wielokrotne nadpisanie zapobiega takiej możliwości. We współczesnych dyskach, ze względu na inny system pozycjonowania głowic, rozmieszczenia znaczników sektorów po całym dysku oraz bardzo dużą gęstość zapisu, jednokrotne nadpisanie danych uniemożliwia ich odzyskanie.

## Sposób działania
Programy do zamazywania plików usuwają pliki przez ich nadpisanie bezużytecznymi danymi. Dla poprawy bezpieczeństwa czynność tą mogą wykonać wielokrotnie. Wiele instytucji rządowych opracowało specjalne procedury usuwania plików, np. w stworzonym przez amerykański Departament Obrony dokumencie DoD 5220.22-M mowa jest o wymogu trzykrotnego nadpisania pliku.
Zamazywanie pliku trwa znacznie dłużej niż tylko jego usunięcie.
Niektóre programy do zamazywania plików, oprócz nadpisywania ich zawartości, zamazują również wszystkie informacje o pliku w metadanych systemu plików. Jest to użyteczne gdy nie chcemy pozostawić żadnych śladów o obecności pliku na dysku. Na przykład podczas kasowania pliku, w systemie plików FAT, kasowany jest tylko pierwszy znak nazwy pliku. Istnieje przez to możliwość poznania części nazwy pliku, jak i czasu jego utworzenia i ostatniej modyfikacji. Rozwiązaniem tego problemu jest podane wyżej zamazanie informacje w metadanych.

## Oprogramowanie
- Darik's Boot and Nuke (DBAN) – uruchamiany z dyskietki, CD/DVD lub pendrive’a pozwala na zamazanie całego twardego dysku

### Microsoft Windows
- Eraser – wolne oprogramowanie
- Disk Redactor

### Unix
- grind
- sfill z pakietu Secure Delete
- shred(1) z pakietu GNU Coreutils
- srm z pakietu Secure Delete
- wipe